# Landessportler des Jahres (Niedersachsen)
Die Wahl zu Niedersachsens Sportler des Jahres wird seit 2004 durchgeführt. Der Preis wird im Rahmen des Balls des Sports Niedersachsen verliehen. Veranstaltet wird die Wahl vom Landessportbund Niedersachsen und vom Stadtsportbund Hannover. Am häufigsten wurden bei den Männern der Biathlet Arnd Peiffer (6×), bei den Frauen die Triathletin Sandra Wallenhorst, die Biathletin Franziska Hildebrand, die Ju-Jutsu-Kämpferin Mandy Sonnemann und die Kanutin Paulina Paszek (je 2×) sowie bei den Mannschaften die Frauen-Fußballmannschaft des VfL Wolfsburg (5×) ausgezeichnet.
Die Wahl zu Niedersachsens Behindertensportler des Jahres wird seit dem Jahr 2001 vom Behinderten-Sportverband Niedersachsen durchgeführt.

## Preisträger
| Jahr | Sportler                           | Sportlerin                              | Mannschaft                                           | Behindertensportler/‐sportlerin            |
| ---- | ---------------------------------- | --------------------------------------- | ---------------------------------------------------- | ------------------------------------------ |
| 2024 | Renārs Uščins Handball             | Alexandra Popp Fußball                  | 3x3-Basketballnationalmannschaft (Frauen) Basketball |                                            |
| 2023 | Dennis Schröder Basketball         | Paulina Paszek Kanurennsport            | VfL Wolfsburg (Frauen) Fußball                       | Tina Deeken Paratriathlon                  |
| 2022 | Sven Schwarz Schwimmen             | Paulina Paszek Kanurennsport            | VfL Wolfsburg (Frauen) Fußball                       | Christoph Wilke Rollstuhltennis            |
| 2021 | Igor Wandtke Judo                  | Julia Krajewski Vielseitigkeitsreiten   | RV Fredenbeck Voltigieren                            | Angelina Salli ID-Judo                     |
| 2020 | wegen COVID-19-Pandemie abgesagt   | wegen COVID-19-Pandemie abgesagt        | wegen COVID-19-Pandemie abgesagt                     | Christiane Reppe Paratriathlon             |
| 2019 | Arnd Peiffer Biathlon              | Angelina Köhler Schwimmen               | Dream Team Niedersachsen (Frauen) Rollkunstlauf      | Alexander Budde Rollstuhlbasketball        |
| 2018 | Arnd Peiffer Biathlon              | Laura Klaphake Springreiten             | Deutschland-Doppelvierer der Frauen Rudern           | Riekje Heuter Schwimmen                    |
| 2017 | Julius Peschel Rudern              | Ruth Sophia Spelmeyer 400-Meter-Lauf    | VfL Wolfsburg (Frauen) Fußball                       | Vico Merklein Handbiking                   |
| 2016 | Andreas Toba Kunstturnen           | Alexandra Popp Fußball                  | VfL Wolfsburg (Frauen) Fußball                       | Linus Natho Schwimmen                      |
| 2015 | Arnd Peiffer Biathlon              | Sabrina Hering Kanurennsport            | VfL Wolfsburg (Männer) Fußball                       | Björn Behnke Ski Alpin                     |
| 2014 | Ron-Robert Zieler Fußball          | Cindy Ristel Faustball                  | VfL Wolfsburg (Frauen) Fußball                       | Petra Niemann Radsport                     |
| 2013 | Dimitri Peters Judo                | Mandy Sonnemann Ju-Jutsu                | All Sports Team Hannover Drachenbootsport            | Torben Schiewe Sitzvolleyball              |
| 2012 | Dimitri Peters Judo                | Mandy Sonnemann Ju-Jutsu                | Ahlhorner SV Faustball                               | Sabrina Elbe Schwimmen                     |
| 2011 | Arnd Peiffer Biathlon              | Franziska Hildebrand Biathlon           | Hannover 96 Fußball                                  | Andrea Borrmann/Erik Machens Rollstuhltanz |
| 2010 | Arnd Peiffer Biathlon              | Franziska Hildebrand Biathlon           | Hannover Scorpions Eishockey                         | Stephan Engelhardt Schwimmen               |
| 2009 | Arnd Peiffer Biathlon              | Sandra Wallenhorst Triathlon            | Hannover Scorpions Eishockey                         | Edith Voigt Marathonlauf                   |
| 2008 | David Klemperer Beachvolleyball    | Sandra Wallenhorst Triathlon            | Ahlhorner SV Faustball                               | Marlies Pille Fußball                      |
| 2007 | Holger Glandorf Handball           | Martina Müller Fußball                  | Artland Dragons Basketball                           | Stefan Bäumann Handbiking                  |
| 2006 | Robert Enke Fußball                | Meredith Michaels-Beerbaum Springreiten | Hannover Scorpions Eishockey                         | Thomas Wandschneider Badminton             |
| 2005 | Henrik Stehlik Trampolinturnen     | Nadine Ernsting-Krienke Hockey          | SV Wasserfreunde 1898 Hannover Schwimmen             | Hermann Nortmann Bogenschießen             |
| 2004 | Per Mertesacker Fußball            | Julia Matijass Judo                     | Braunschweiger TSC Tanzsport                         | Avni Kertmen Badminton                     |
| 2003 |                                    |                                         |                                                      | Josef Giesen Biathlon                      |
| 2002 | Jens Schürmann Rollstuhlbasketball |                                         |                                                      |                                            |
| 2001 | Felix Heise Rollstuhlbasketball    |                                         |                                                      |                                            |